# 衛禁律
衛禁律（えごんりつ）は律の編目の1つ。主に宮城の警備・関所の守固に関する刑事事案を扱う。

## 概要
衛は警衛、禁は関禁のことである。現存する養老律写本では前半部が欠佚しているが、逸文によれば、33条からなる唐開元25年律とほぼ同じ構成をとっていたらしい。ただし、一部唐律にあって養老律にない条文があり、また両国の宗教や儀礼に関する観念の違いに応じて、唐律の内容を変更した条文もある。